# Mikaël Maruotto
Mikaël Maruotto (Ambilly, 3 aprile 1991) è un ex cestista francese con cittadinanza italiana naturalizzato svizzero di formazione svizzera.

## Palmarès
- Campionato svizzero: 3

Lions de Geneve: 2012-13, 2014-15
BBC Monthey: 2016-17
- Coppa Svizzera: 2

Lions de Geneve: 2014, 2021
- Coppa di Lega: 4

Lions de Geneve: 2013, 2015, 2021
BBC Monthey: 2016
- Supercoppa di Svizzera: 1

Lions de Genève: 2019